# Fuerzas Armadas de la República de Corea
Las Fuerzas Armadas de la República de Corea (en hangul, 대한민국 국군; en hanja, 大韓民國 國軍; romanización revisada, Daehanminguk Gukgun; significado, ‘Fuerzas Armadas de Corea del Sur’) se componen de la siguiente manera:
- Ejército de la República de Corea (ROKA)
- Armada de la República de Corea (ROKN)
  - Infantería de Marina de la República de Corea (ROKMC)
- Fuerza Aérea de la República de Corea (ROKAF)
- Fuerzas de Reserva de la República de Corea

Tras la división de la península de Corea mediante la ocupación de las Fuerzas Armadas estadounidenses y soviéticas se crean las Fuerzas Armadas de la República de Corea en 1948. Actualmente componen las Fuerzas Armadas surcoreanas unos 965 000 soldados (personal activo) y 4 000 000 (personal de reserva), lo que lo convierte en una de las fuerzas armadas más grandes y modernas del mundo con un total de 4 965 000 soldados contando los paramilitares y divisiones extendidas por la frontera.
Las fuerzas militares de Corea del Sur son responsables de mantener la soberanía y la integridad territorial del país, pero a menudo se involucran en tareas de ayuda en desastres humanitarios. Más recientemente, el ejército surcoreano comenzó a aumentar su participación en los asuntos internacionales, reconociendo su papel y su responsabilidad como potencia económica, ya que, se ubica décimo quinto del mundo en términos del producto interno bruto. El ejército de la República de Corea ha participado en diversas operaciones de paz, y las operaciones de lucha contra el terrorismo.

## Historia
Más de 325 000 hombres fueron desplegados a Vietnam del Sur durante la guerra de Vietnam entre 1965 y 1973 para luchar contra los comunistas. El Pentágono negoció varios acuerdos secretos: las autoridades estadounidenses pagaron 1 700 millones de dólares para que Corea del Sur participara en la guerra. Entre los años cincuenta y setenta, Corea del Sur recibió siete veces más ayuda militar extranjera que Corea del Norte.
El 65 % de los soldados fueron expuestos al «agente naranja», esta sustancia química extremadamente tóxica derramada por las fuerzas estadounidenses en Vietnam. Las tropas también fueron responsables de muchos abusos contra la población civil, incluidas masacres y violaciones. El gobierno surcoreano no reconoce la existencia de estos abusos.

## Estructura

### Comando de Autoridad Nacional
El presidente del país es el comandante en jefe de las Fuerzas Armadas. La autoridad militar se extiende desde el presidente al ministro de Defensa Nacional, que es casi siempre (pero no es una obligación legal) un general retirado de cuatro estrellas o almirante.
El jefe del Estado Mayor Conjunto, es un general o almirante de cuatro estrellas, es el oficial superior de las Fuerzas Armadas y tiene la autoridad operativa en todas las Fuerzas Armadas, con instrucciones del presidente a través del ministro de Defensa Nacional. Tradicionalmente (con una excepción), la posición es ocupada por un oficial del Ejército. La cadena operativa de la autoridad se ejecuta directamente desde el jefe del Estado Mayor Conjunto a los comandantes de los varios comandos operativos. Actualmente hay cinco comandos operativos en el Ejército, dos en la Armada (incluyendo la Infantería de Marina) y uno en la Fuerza Aérea.
Los respectivos jefes de Estado Mayor de las tres ramas (ejército, armada y fuerza aérea) tienen el control administrativo sobre su propio servicio. Cada jefe de Estado Mayor es también un miembro titular de la Junta de Jefes del Estado Mayor.

### Junta de Jefes del Estado Mayor
Cuartel General del Estado Mayor Conjunto de la República de Corea. Es un grupo de Jefes de cada rama principal de las Fuerzas Armadas de la República de Corea. A diferencia de su contraparte estadounidense, el jefe del Estado Mayor Conjunto tiene el control operativo de todo el personal militar de las Fuerzas Armadas surcoreanas. 
Todos los miembros regulares del Estado Mayor Conjunto son generales de cuatro estrellas o almirantes.

### Ejército
El Ejército de la República de Corea es el sexto mayor ejército del mundo, es la mayor de las ramas militares surcoreanas, con 522 000 efectivos a partir de 2008. Esto viene como una respuesta tanto al terreno montañoso de la península de Corea (70 % aprox. de territorio montañoso), y a su vez por la constante disputa con Corea del Norte, cuyo ejército asciende a aproximadamente 1 000 000 de soldados, cuyos dos tercios tienen su guarnición cerca de la frontera a unos kilómetros de la zona desmilitarizada.
Cabe señalar que la actual administración ha iniciado un programa de autodefensa, que busca que Corea del Sur sea capaz de contrarrestar totalmente la amenaza de Corea del Norte con medios puramente nacionales (industria) en las próximas dos décadas.

### Armada
La Armada de la República de Corea es la rama de las fuerzas armadas responsable de la realización de las operaciones navales y operaciones anfibias. Como parte de su misión, la Armada de la República de Corea ha participado en varias operaciones de paz desde el cambio de siglo.
La Armada de Corea del Sur incluye al Cuartel General de la Armada, la Flota de la República de Corea, el Comando Naval de Logística, el Comando de Educación Naval y Entrenamiento (Academia Naval), y el Cuerpo de Infantería de Marina de la República de Corea, que es una organización semiautónoma. El jefe de las Operaciones Navales (CNO) es el funcionario de más alto rango (almirante de cuatro estrellas) de la Armada de la República de Corea.

### Fuerza Aérea
La Fuerza Aérea de la República de Corea es una fuerza aérea moderna, cuenta con aproximadamente seiscientos aviones de combate, principalmente de industria norteamericana. En cambio, la Fuerza Aérea de Corea del Norte tiene aproximadamente 1600 a 1700 aviones, pero la mayoría de ellos se encuentran obsoletos, ya que, datan de mediados del período de la Guerra Fría.

### Infantería de Marina
Aunque la Ley de Organización Nacional de las Fuerzas Armadas de la República de Corea incluye al Cuerpo de Infantería de Marina (ROKMC, por sus siglas en inglés) es una organización semiautónoma que lleva a cabo gran parte de sus funciones de forma independiente.
El lema del Cuerpo de Infantería de Marina de la República de Corea es 한번 해병은 영원한 해병 («Una vez un infante de marina, siempre será infante de marina»).